# Charles Kenzie Steele

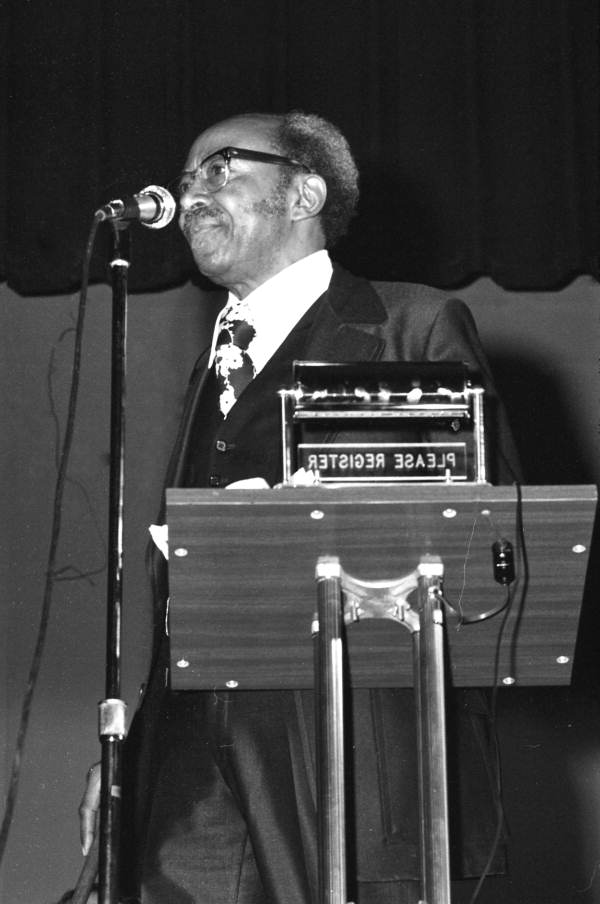
O líder dos direitos civis de Tallahassee, reverendo C.K. Steele, discursando em um auditório – Tallahassee, Flórida.

Charles Kenzie Steele (17 de fevereiro de 1914 – 19 de agosto de 1980) foi um pregador e ativista dos direitos civis. Ele foi um dos principais organizadores do boicote aos ônibus de Tallahassee em 1956 e um membro proeminente da Conferência da Liderança Cristã do Sul.

## Antecedentes
Steele era filho de um mineiro de carvão, filho único. Ainda jovem, ele sabia que queria ser um pregador, e começou a pregar quando tinha 15 anos. Steele se formou no Morehouse College em 1938. Ele então começou a pregar em Toccoa e Augusta, depois em Montgomery, na Igreja Batista da Hall Street (1938–1952).:35 Em 1952, Steele mudou-se para Tallahassee, onde começou a pregar na Igreja Batista Missionária Betel. Steele conheceu Martin Luther King Jr. quando ele estava a caminho de Tallahassee.

## Boicote aos ônibus de Tallahassee

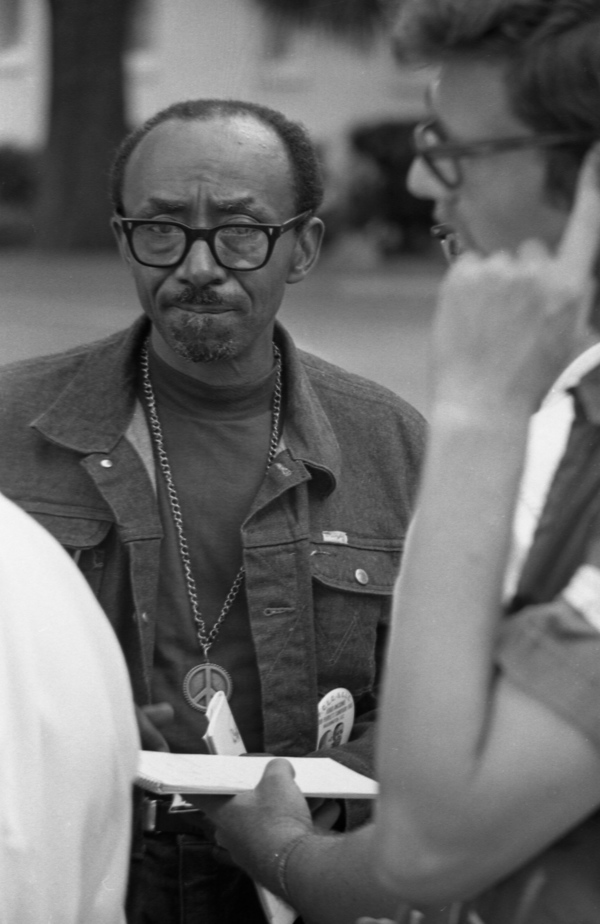
Steele no Capitólio em vigília silenciosa em apoio à ajuda governamental aos pobres em 1968.

O boicote aos ônibus de Tallahassee começou em maio de 1956, durante o boicote aos ônibus de Montgomery. Como outros boicotes aos ônibus durante o movimento dos direitos civis dos negros nos Estados Unidos, começou porque os negros foram forçados a andar na parte de trás dos ônibus, e quando duas estudantes se recusaram a ceder seu assento para uma mulher branca, elas foram presas. Uma organização foi formada para protestar e boicotar o sistema de ônibus da cidade. A organização foi chamada de Conselho Intercívico e Steele foi eleito presidente. Steele e outros manifestantes boicotaram o sistema iniciando caronas e o sistema de ônibus parou pela primeira vez em 17 anos em 1º de julho. Steele foi preso muitas vezes durante esse período.
As pessoas em Tallahassee achavam que as demandas dos manifestantes eram ultrajantes. Steele e os outros manifestantes encontraram muita oposição rica e influente. A Ku Klux Klan queimou uma cruz em frente à igreja de Steele, marchou em frente à sua casa e jogou garrafas em suas janelas.:184 Os comissários da cidade se opuseram firmemente à integração dos ônibus. O sistema de ônibus foi integrado dois anos depois.
Ele também foi o principal autor no processo de dessegregação escolar, que levou à dessegregação das escolas públicas no Condado de Leon.
Steele também fez parte de muitos outros protestos, marchas e boicotes, onde ajudou a realizar a integração em muitos lugares públicos. Steele ajudou o Dr. Martin Luther King Jr. a organizar a Conferência da Liderança Cristã do Sul (SCLC) em 1957. Ele foi nomeado primeiro vice-presidente sob o comando do Dr. King na época da formação da SCLC.
Steele participou das marchas de Selma a Montgomery em 1965.
Steele morreu de câncer na medula óssea em 1980, aos 66 anos, em Tallahassee.

## Legado
Quando a cidade criou um novo terminal de ônibus em 1983, ele recebeu o nome de Steele e uma estátua dele (feita pelo escultor David Lowe) foi colocada no canto nordeste do terminal.
A Universidade Estadual da Flórida conferiu a Steele o título honorário de Doutor em Letras Humanas em 1980 — o primeiro a um afro-americano e o primeiro a ser concedido em cinquenta e seis anos por aquela escola.
A Igreja Batista Betel em Tallahassee, onde Steele foi pastor por vinte e oito anos, fundou uma escola particular que recebeu esse nome em homenagem a ele e ao ex-governador Leroy Collins: a Steele-Collins Charter School.
Em 2012, Steele foi introduzido no Hall da Fama dos Direitos Civis da Flórida.
Em 23 de março de 2018, o governador da Flórida, Rick Scott, sancionou a CS/SB 382, designando partes da Florida State Road 371 e da Florida State Road 373 ao longo da Orange Avenue em Tallahassee como C.K. Steele Memorial Highway.